# Geolyces
Geolyces là một chi bướm đêm thuộc họ Geometridae.